# جورج آقاجانیان
جورج آقاجانیان (انگلیسی: George Aghajanian؛ زادهٔ ۱۴ آوریل ۱۹۳۲) عصب‌پژوه و استادیار مدرسه پزشکی ییل ساکن ایالات متحده آمریکا است. او از ارمنی‌تباران لبنان است و از دانشمندان ارمنی محسوب می‌شود. آقاجانیان از پیشگامان عرصه نوروفارماکولوژی است.